# 櫻町停留場
櫻町停留場（日语：／ Sakura-machi teiryūjō */?），又稱櫻町電車站，是位於長崎縣長崎市櫻町，屬於長崎電氣軌道櫻町支線的電車站。車站編號為44。

## 歷史
此站在1919年（大正8年）以豐後町停留場（日语：／）的名義啟用。在1921年（大正10年）改名為小川町停留場（日语：／）。站名稱讀法為「おがわまち」，實際町名的讀法為「こがわまち」。
當時的車站鄰近瓊之浦公園（32°45′1.4″N 129°52′34.4″E / 32.750389°N 129.876222°E）。當電車離開此站前往古町停留場（廢止）前需要經過一個山嶺。登上山嶺的路段坡度達到40千分比，然後在櫻町公園外邊右轉90度，並與國道34號相交，相交後再經過坡度達40千分比的落斜區間，最後到達古町。在山嶺頂峰曾經設有（舊）櫻町停留場（32°45′2.5″N 129°52′43.3″E / 32.750694°N 129.878694°E），該站首先名為櫻町。
在戰後的1954年（昭和29年），隨著國道34號相交部立體交差化，越過山嶺的區間廢止。櫻町支線的此站至公會堂前停留場（現時：市役所停留場）之間的路段改經國道下方的隧道。而此站也遷移，（舊）櫻町停留場隨即廢止。在1966年（昭和41年），此站改名為櫻町。
此站只有3號系統在此停靠，當發生事故等3號系統暫停服務時，此站將會沒有電車停靠。3號系統在2007年至2016年之間10年之間發生4次公會堂前停留場路口出軌事故，發生事故使電車系統暫停服務，當時此站的月台也會封閉。

### 年表
- 1919年（大正8年）12月25日 - 豐後町停留場啟用。（舊）櫻町停留場同日啟用[2]。
- 1921年（大正10年） - 電車站改名為小川町停留場[2]。
- 1945年（昭和20年）8月9日 - 長崎市被投下原子彈，使全線不能通行[8]。
- 1946年（昭和21年）1月11日 - 長崎站前經小川町連接古町之間區間重開[8]。
- 1954年（昭和29年）3月 - 越過山嶺的區間廢止。走線變更，（舊）櫻町停留場廢止，同時遷移至小川町停留場[5]。
- 1966年（昭和41年）9月20日 - 電車站改名為櫻町停留場[2]。
- 2003年（平成15年）3月26日 - 電車站進行裝修[9]。

## 電車站構造
此站建在共用行車道上，並設有2面2線的低地台相對式月台。北邊為往市役所、螢茶屋方向的月台，南邊則為往長崎站前、赤迫方向的月台。此站的月台上蓋在2003年被更換。

## 使用狀況
根據「長崎電軌」的調査，以下為1日的上下車人次資料。
- 1998年 - 2,351人[1]
- 2015年 - 1,900人[13]

## 電車站周邊
此站鄰近長崎市政廳和長崎放送（NBC）總部，因此到訪市政廳和電視台舉行活動時，較多乘客使用此電車站。而此站也鄰近櫻町公園、長崎市立櫻町小學、長崎縣立長崎圖書館。
在廢止的古町停留場至櫻町停留場之間的舊線區間部分變為道路，因此在古町路口附近可看到舊時的樣子。在古町至山嶺頂峰一段上斜坡度達40千分比。部分路段位於勝山市場內。
- 長崎歷史文化博物館
- 聖福寺（日语：聖福寺 (長崎市)）
- 長崎巴士（日语：長崎自動車）「櫻町」巴士站
- 長崎縣立長崎圖書館（日语：長崎県立長崎図書館）
- 長崎市立圖書館（日语：長崎市立図書館）
- 長崎市消防局（日语：長崎市消防局）

## 相鄰電車站
長崎電氣軌道
櫻町支線（■3號系統）
長崎站前（27）－櫻町（44）－市役所（45）
- 在1944年（昭和19年）前，此電車站與長崎站前停留場之間曾經設有惠美須町停留場。

## 注腳
1. 1 2 3 4 5  田栗 & 宮川 2000，第76頁.
2. 1 2 3 4 5 6  今尾 2009，第57頁.
3. ↑  岡田将平. . 朝日新聞（地方版・長崎） (朝日新聞西部本社). 2016-01-27: 30 （日语）.
4. 1 2 3 4 5  田栗 2005，第74頁.
5. 1 2 3 4  100年史，第128頁.
6. 1 2 3 4 5  田栗 2005，第75頁.
7. ↑  乗りものニュース編集部. . 乗りものニュース. メディア・ヴァーグ. 2017-01-18  [2017-07-18]. （原始内容存档于2021-10-29） （日语）.
8. 1 2  田栗 2005，第157頁.
9. ↑  田栗 2005，第156頁.
10. ↑  100年史，第130頁.
11. 1 2  川島 2013，第48頁.
12. ↑  100年史，第120頁.
13. ↑  100年史，第125頁.
14. ↑  田栗 2005，第76頁.